# Palus Somni

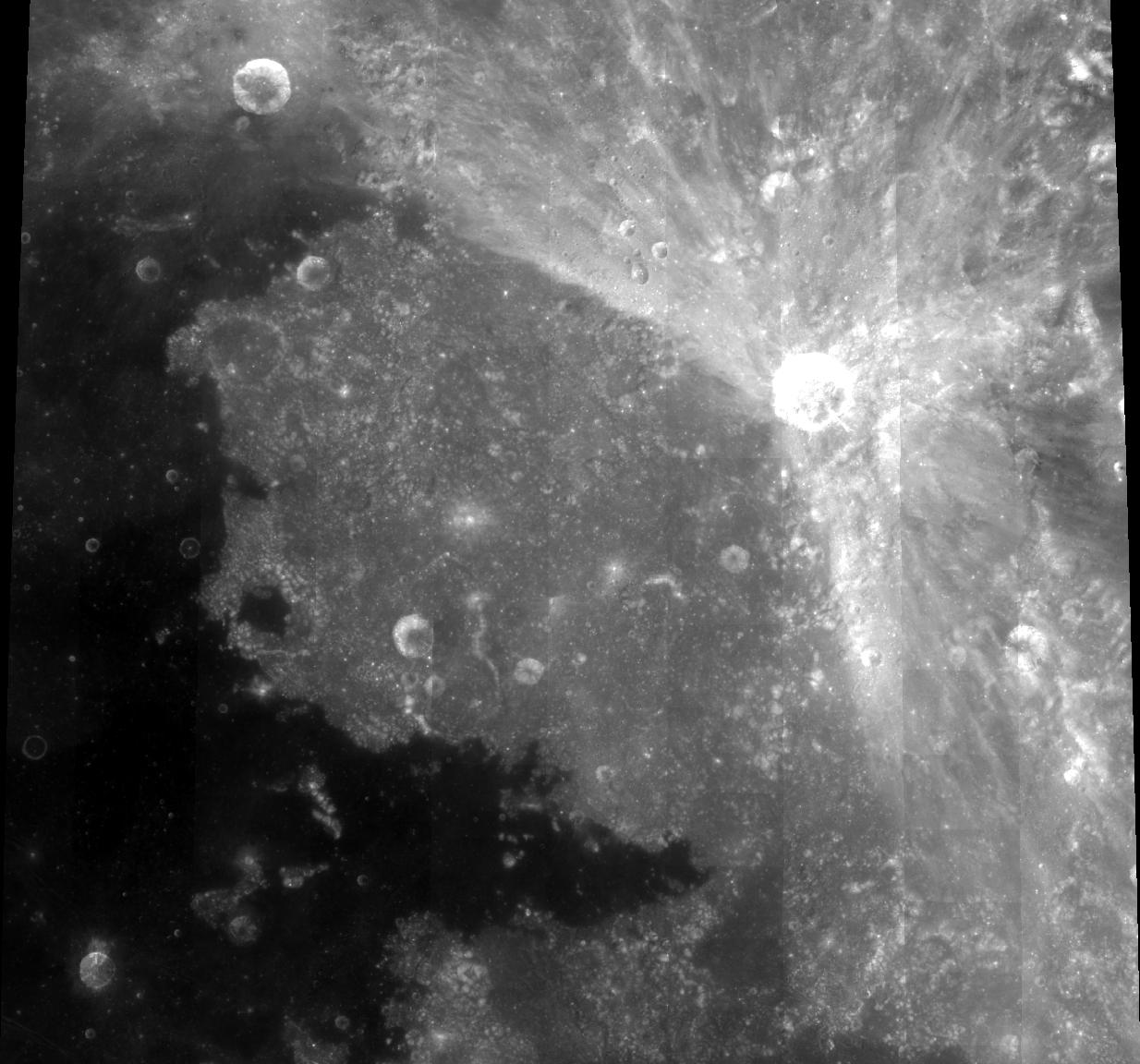
Palus Somni. Jasný kráter napravo je Proclus.

Palus Somni (česky Bažina spánku) je pevninská oblast zasahující do Mare Tranquillitatis (Moře klidu) na přivrácené straně Měsíce. Na východě ji oddělují od ostatní pevniny v okolí Mare Crisium (Moře nepokojů) jasné paprsky kráteru Proclus. Má vyšší albedo než měsíční moře na západě (Mare Tranquillitatis), Palus Somni je šedavé barvy. Má v průměru cca 160 km a její střední selenografické souřadnice jsou 13,7° S a 44,7° V.
Jižně se nachází záliv Sinus Concordiae (Záliv svornosti), severozápadně Sinus Amoris (Záliv lásky). Několik menších kráterů se nachází poblíž okrajů, na západě je to zatopený Lyell, na východě Crile a na severozápadě erodovaný Franz.

## Palus Somni v kultuře
- Palus Somni neboli Bažina spánku se objevuje ve vědeckofantastické povídce Dovolená na Měsíci britského spisovatele Arthura C. Clarka.